# Igatpuri
Igatpuri là một thành phố và là nơi đặt hội đồng đô thị (municipal council) của quận Nashik thuộc bang Maharashtra, Ấn Độ.

## Địa lý
Igatpuri có vị trí 19°42′B 73°33′Đ / 19,7°B 73,55°Đ Nó có độ cao trung bình là 586 mét (1922 feet).

## Nhân khẩu
Theo điều tra dân số năm 2001 của Ấn Độ, Igatpuri có dân số 31.572 người. Phái nam chiếm 52% tổng số dân và phái nữ chiếm 48%. Igatpuri có tỷ lệ 74% biết đọc biết viết, cao hơn tỷ lệ trung bình toàn quốc là 59,5%: tỷ lệ cho phái nam là 80%, và tỷ lệ cho phái nữ là 67%. Tại Igatpuri, 14% dân số nhỏ hơn 6 tuổi.